# のじまスコーラ
のじまスコーラ（Nojima Scuola）とは、兵庫県淡路市にあるパソナグループの株式会社パソナふるさとインキュベーションが経営する複合商業施設。食事や観光スポットとして年間約15万人が訪れる。

## 概要
2010年に閉校した淡路市立野島小学校をリノベーションし、2012年8月に開業。「スコーラ（scuola）」はイタリア語で「学校」を意味し、全国の地方活性化のモデルとして注目される。
パソナグループが淡路島で経営するニジゲンノモリなどとともにアニメ作品とのコラボレーションも多く行なっている。

## 館内施設
- のじまマルシェ
- のじまベーカリー
- カフェ・スコーラ
- リストランテ・スコーラ
- BBQテラス※土日祝限定
- rooftop garden※かき氷等
- キッズスペース※土日祝限定
- 国際蚤の市

ほか、アルパカとヤギ、ミニブタを飼育している。

## アクセス
〒656-1721 兵庫県淡路市野島蟇浦843

### 車でのアクセス
- 淡路IC - 県道31号線（15分）（淡路IC下車で信号を右折。県道31号線の海沿いのサンセットロードを直進15分。のじまスコーラ看板を左折）
- 北淡IC - 県道31号線（10分）（北淡IC下車で交差点を右折。県道31号線の信号を右折。海沿いサンセットロードを直進10分。のじまスコーラ看板を右折）

### 高速バスでのアクセス
- 高速バス淡路ICまたはニジゲンノモリ（淡路ハイウェイオアシス）停留所下車
- 淡路IC・ニジゲンノモリ - のじまスコーラ（無料シャトルバス）

### 船でのアクセス
- JR明石駅・山陽明石駅 - 明石港（徒歩 10分）
- 明石港 - 岩屋港（淡路ジェノバライン 13分）
- 岩屋港 - のじまスコーラ（無料シャトルバス）